# Governo Decazes
Il Governo Decazes fu un governo francese nominato nel 1819 da Luigi XVIII in sostituzione del governo Dessolles, con a capo Élie Decazes. Fu il secondo governo liberale della Restaurazione francese e rimase in carica dal 19 novembre 1819 al 20 febbraio 1820.
Il governo aveva sostituito il precedente governo Dessolles per il fallimento del Dessolles di ottenere una modifica della legge elettorale che rendesse impossibile il ripetersi di uno 'scandalo' come l'elezione dell'abate Grégoire: quest'ultimo, già noto come pretre citoyen, uno dei padri della infame Costituzione civile del clero, era stato eletto nelle elezioni parziali della Camera dei deputati del 1819, scatenando la reazione del partito conservatore, sostenuto dal cancelliere austriaco Metternich, che si spinse sino a suggerire che tali eventi potessero comportare l'applicazione del protocollo segreto del Congresso di Aquisgrana.
Di fronte al fallimento Dessolles, Luigi XVIII ne pretese le dimissioni, sostituendolo con il moderato Decazes. Per rendere esplicito ove fosse il centro dell'attenzione del governo, questi assunse il dicastero degli Interni, mentre i suoi tre predecessori avevano, tutti, tenuto per sé gli esteri.
Decazes realizzò la riforma elettorale ed ottenne l'esclusione dell'abate dalla Camera dei deputati.  Tuttavia, non reintrodusse il Ministero di Polizia, né aggravò la censura, come gli chiedevano gli ultra-monarchici.  Nel complesso, quindi, la sua poltitica fu giudicata insufficiente dagli "ultra-realisti", a destra, ed inaccettabile dai liberali, a sinistra.
La situazione si aggravò ulteriormente, quando giunse notizia dell'inizio della rivoluzione liberale spagnola, iniziata dal del Riego il 1º gennaio 1820, poi sopita e infine trionfante con i tumulti di Madrid del 7-10 marzo 1820. Il primo ministro cominciò ad essere accusato come il nuovo Seiano, il moderno Catilina e simili. Sinché venne l'assassinio del duca di Berry, avvenuta il 13 febbraio 1820. Decazes venne, addirittura, accusato di complicità con il clamoroso delitto politico.
A quel punto Carlo di Borbone, padre del duca di Berry e fratello del re, impose le dimissioni del governo il 17 febbraio, che il primo ministro accettò: in premio venne nominato Duca ed ambasciatore a Londra. Al Decazes successe, quindi, il secondo governo Richelieu del duca di Richelieu.
La vigente Carta del 1814 non prevedeva fiducia parlamentare, né la figura del primo ministro: i singoli ministri erano emanazione del potere esecutivo, strettamente identificato con la persona del sovrano e, quindi, le date di entrata in carica e dimissioni dei singoli ministri, differiscono, talvolta, leggermente le une con le altre.

## Consiglio dei Ministri
| Carica                                               | Titolare | Titolare                         | Partito     |
| ---------------------------------------------------- | -------- | -------------------------------- | ----------- |
| Presidente del Consiglio dei Ministri                |          | Conte Decazes                    | Dottrinario |
|                                                      |          |                                  |             |
| Ministro degli Affari Esteri                         |          | Barone Pasquier                  | Dottrinario |
| Ministro dell'Interno                                |          | Conte Decazes                    | Dottrinario |
| Ministro della Giustizia                             |          | Conte de Serre                   | Dottrinario |
| Ministro della Guerra                                |          | Victor de Fay de Latour-Maubourg | Militare    |
| Ministro delle Finanze                               |          | Antoine Roy                      | Dottrinario |
| Ministro della Marina e Colonie                      |          | Barone Portal d'Albarèdes        | Dottrinario |
|                                                      |          |                                  |             |
| Ministro senza portafoglio con delega all'Istruzione |          | Pierre-Paul Royer-Collard        | Dottrinario |